# IC35
O IC 35 é um itinerário complementar de Portugal. A ideia original seria a de ligar as autoestradas   A 4  e   A 25  pelo interior dos distritos de Aveiro e do Porto, que se encontram em carência de acessibilidades. Ligaria Penafiel a Sever do Vouga atravessando pelo meio os concelhos de Castelo de Paiva, Arouca e Vale de Cambra.
Dos cerca de 70 km previstos para este itinerário complementar apenas 5,5 se encontram atualmente em serviço, sendo que 4 correspondem à nova Ponte Hintze Ribeiro e aos seus acessos, em Entre-os-Rios, construídos para substituir a anterior ligação, cujo desmoronamento provocou a morte de 59 pessoas em Março de 2001. No entanto, este não tem o perfil condizente de um IC, tendo cruzamentos ao nível e um traçado sinuoso. Os restantes 1,5 km correspondem a um pequeno troço entre Penafiel e Rans, inaugurado em 2024, com um traçado adequado ao de um IC, no entanto com rotundas ao invés dos habituais nós desnivelados. 
Do restante itinerário estava previsto que o troço entre Penafiel e Entre-os-Rios fosse construído com um perfil coincidente ao de uma autoestrada, tendo daí até final um perfil 2x1. De facto, apesar das mais variadas promessas aquando da tragédia de Entre-os-Rios, o IC 35 durante muitos anos não passou "da gaveta". Em 2009 chegaram a ser lançadas as bases para a então denominada Concessão Rodoviária do Vouga, onde se incluía o IC 35, no entanto esta concessão teve que ser cancelada mesmo antes de efetivada, logo no início de 2010, devido a problemas económicos e financeiros.
Em 2021, foi incluída no Plano de Recuperação e Resiliência a construção do IC 35 entre Penafiel e Entre-os-Rios. No entanto, o novo projeto prevê uma via com um nível de serviço muito inferior ao projeto anterior, com perfil 2x1 e rotundas.. O troço inicial, entre Penafiel e Rans, foi consignado em 2022 e concluído em 2024.
Para além disso existe a possibilidade de um dos troços do IC 35 não vir sequer a ser construído. No final de 2010 o InIR (Instituto de Infraestruturas Rodoviárias) lançou um estudo de avaliação da Rede Rodoviária Nacional, com vista a uma futura revisão do Plano Rodoviário Nacional. Neste estudo foi incluído o lanço do IC 35 entre Mansores e a   A 25 . De acordo com a comissão de avaliação a solução mais vantajosa corresponde ao cancelamento do IC 35 entre Mansores e Sever do Vouga e a desclassificação da nova ligação Sever do Vouga –   A 25  para estrada nacional. Caso tal aconteça o IC 35 seguirá de Mansores para oeste até terminar em Santa Maria da Feira (ver link "Avaliação Ambiental Estratégica do IC 35 - Vale de Cambra / Sever do Vouga" no final da página).

## Estado dos Troços
| Troço                              | Situação                                                                                | km   |
| ---------------------------------- | --------------------------------------------------------------------------------------- | ---- |
| A 4 – Penafiel                     | Em serviço, como N 15                                                                   | 2,4  |
| Penafiel ( N 15 ) – Rans           | Em serviço (01/07/2024)                                                                 | 1,5  |
| Rans – Entre-os-Rios               | Estudos concluídos e validados ambientalmente Projeto de execução em contratação        | 11,7 |
| Ponte de Entre-os-Rios e acessos   | Em serviço (06/02/2004)                                                                 | 4    |
| Castelo de Paiva - Mansores        | Estudos concluídos e validados ambientalmente Projeto suspenso devido à crise económica | 17   |
| Mansores - Sever do Vouga          | Possibilidade de cancelamento do projeto                                                | 22≈  |
| Sever do Vouga - Talhadas ( A 25 ) | Estudos concluídos e validados ambientalmente Previsão de adjudicação: 2025             | 10   |

## Estudos de Traçado
1. Resumo Não-Técnico do Estudo de Impacto Ambiental do IC 35 - A 4 / Penafiel Sul: []
2. Resumo Não-Técnico do Estudo de Impacto Ambiental do IC 35 - Penafiel Sul / Entre-os-Rios: []
3. Resumo Não-Técnico do Estudo de Impacto Ambiental do IC 35 - Castelo de Paiva / Mansores e Sever do Vouga / A 25: []
4. Avaliação Ambiental Estratégica do IC 35 - Vale de Cambra / Sever do Vouga: []
5. Relatório de Consulta Pública IC35 – Troço Rans/Entre-os-Rios
6. Constituição de zona de servidão non aedificandi do Estudo Prévio da «IC35 — Rans/ Entre -os -Rios».
7. Detalhe da Conformidade Ambiental